# Kathala axillaris
Kathala axillaris är en fiskart som först beskrevs av Cuvier, 1830.  Kathala axillaris ingår i släktet Kathala och familjen havsgösfiskar. Inga underarter finns listade i Catalogue of Life.